# 陈郡袁氏
陈郡袁氏是一个以陈郡为郡望的世族，与汝南袁氏是为知名的袁姓世族。
出于东汉官员袁良之后。与其他袁姓类似，袁良碑文自叙出于胡公满之后。袁良孙袁滂官至司徒，曾孙袁涣后效忠曹魏，有传记传世。历魏晋南北朝，至唐朝，袁姓者多自称为陈郡袁氏。袁涣为扶乐县人，曾孙袁瓌为阳夏县人，盖因西晋时废扶乐县之故。故后世陈郡袁氏者，称陈郡阳夏县人；東晉史學家、文學家袁宏為其後。
由于与汝南袁氏的先祖袁良同名，历代多有混淆。北宋时编撰的《新唐书》将两位袁良混为一人，至今仍有错误流传。

## 相关
- 陈郡袁氏世系图